# Región José Carlos Mariátegui
La Región José Carlos Mariátegui fue una de las doce regiones en que se subdividió el territorio peruano durante la primera iniciativa de regionalización, llevada a cabo entre los años 1988 y 1992.
Esta región estuvo integrada por las provincias de los actuales departamentos de Puno, Tacna y Moquegua.